# Česká zbrojovka Uherský Brod
Česká zbrojovka a.s. (CZ, také CZUB) je hlavním provozním závodem holdingu Colt CZ v Evropě, se sídlem v Uherském Brodě v České republice. Vyrábí střelné zbraně pro komerční využití i ozbrojené složky na celém světě. 
K roku 2020 společnost exportuje do více než 90 zemí a jejich zbraně jsou využívány ozbrojenými složkami ve více než 40 zemích. Společnost je mezi deseti největšími výrobci ručních palných zbraní na světě a pěti, kteří vyrábějí automatické zbraně.

## Historie

### Do druhé světové války
Dnešní Česká zbrojovka a.s. byla vybudována v rámci rozsáhlého přesunu strategicky významných výrobních kapacit tehdejšího Československa co nejdál od západních hranic ohrožených nacistickým Německem. V Uherském Brodě na jihovýchodě Moravy v roce tehdy vznikla zcela nová zbrojní továrna, která i ve světovém měřítku patřila k nejmodernějším a nejvýkonnějším a jež se v prvních letech své existence věnovala zejména vysoce náročné produkci leteckých kulometů.

### Po druhé světové válce

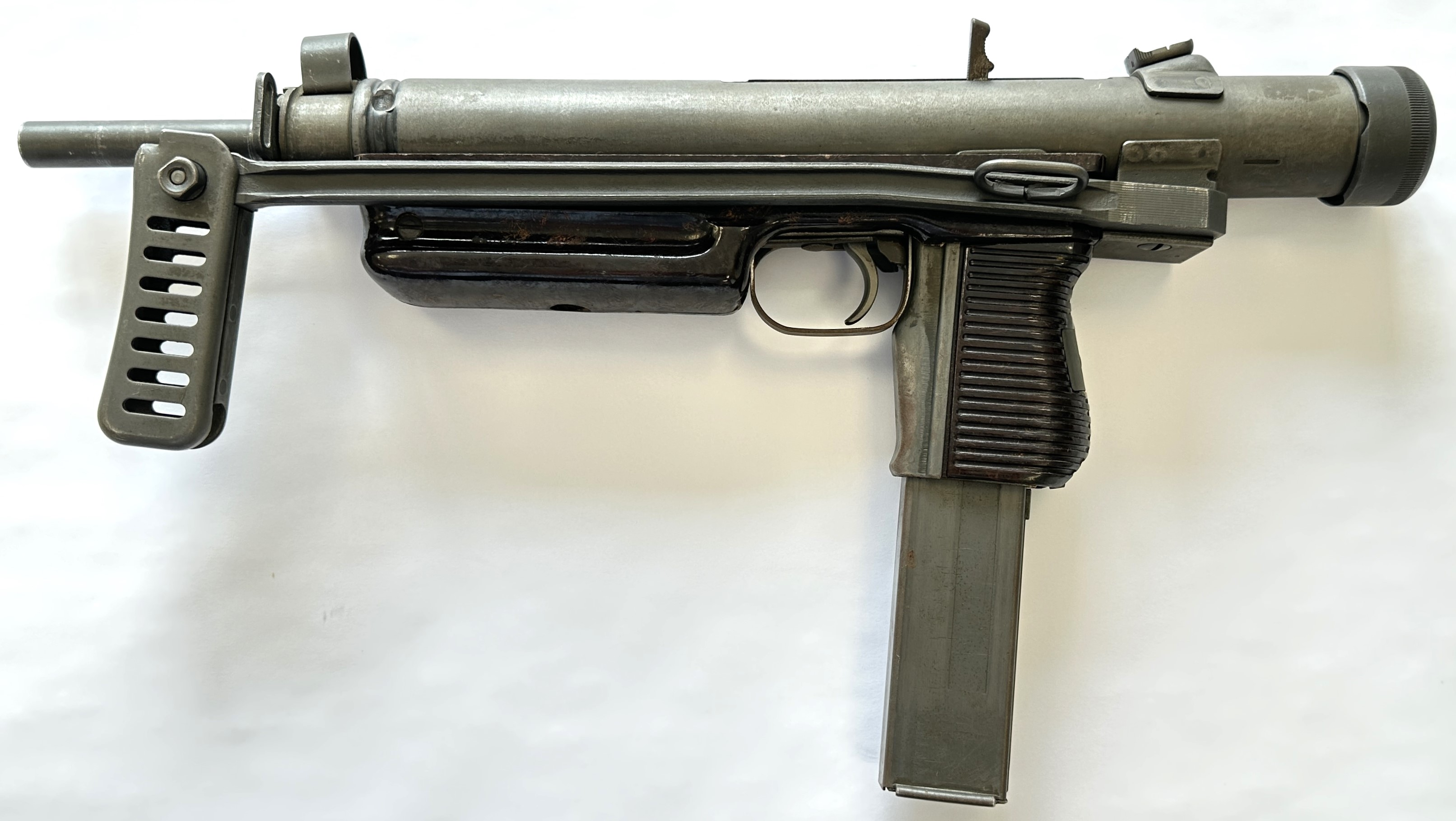
Sa vz. 26

Po druhé světové válce byla akciová společnost Česká zbrojovka znárodněna a její pobočná továrna v Uherském Brodě, která se roku 1950 osamostatnila, se postupně stala hlavním československým výrobcem ručních střelných zbraní. Nejslavnějšími produkty z bezprostředně poválečného období byly samopaly vz. 48 (v roce 1950 přejmenované na samopaly 23/25) ráže 9 mm Parabellum. Tyto modely se zásobníkem v pistolové rukojeti a závěrem částečně obepínajícím hlaveň tehdy představovaly nejpokrokovější zbraně své kategorie.[zdroj?] Do roku 1953 jich bylo v Uherském Brodě vyrobeno 545 000 kusů, z toho 345 000 v ráži 7,62 mm Tokarev (samopal 24/26).

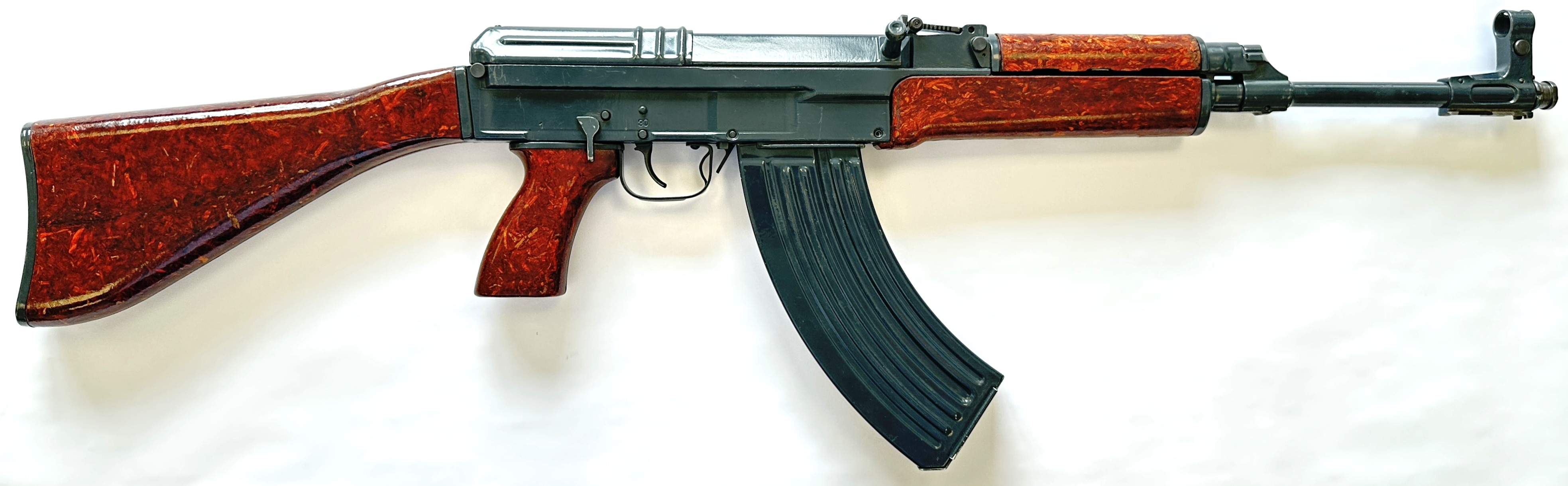
Sa vz. 58

Samopal vz. 58 ráže 7,62×39 mm, dnes řazený do kategorie útočná puška, představoval konstrukčně originální československou alternativu k sovětskému automatu Kalašnikova. Tato zbraň se v Uherském Brodě vyráběla pro domácí ozbrojené složky i pro export až do roku 1984 v celkovém počtu bezmála 1 000 000 kusů.

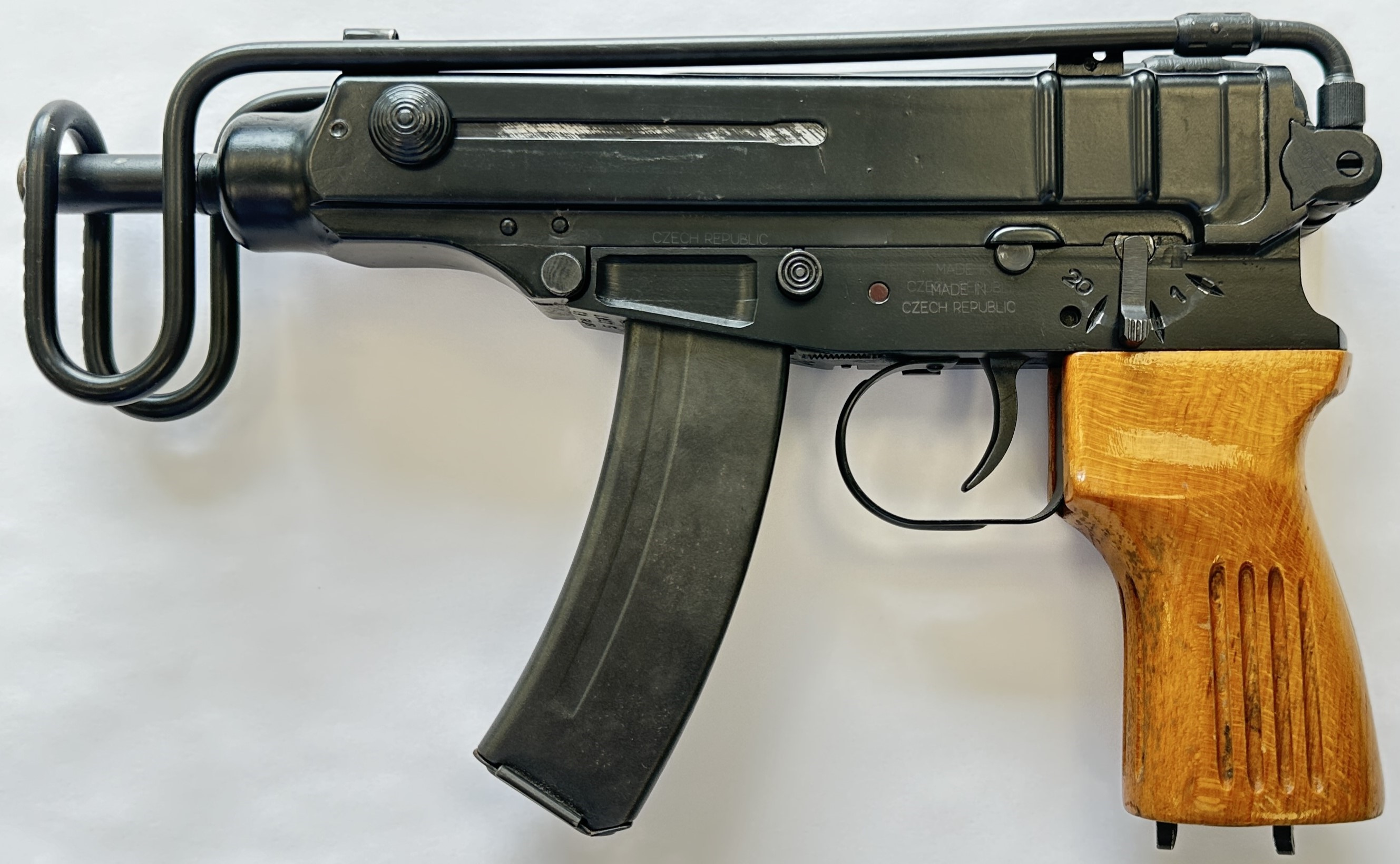
Samopal vz. 61 Škorpion si zahrál v mnoha českých i zahraničních filmech

Kompaktní samopal vz. 61 Škorpion byl pokusem o vykrytí mezery mezi klasickými samopaly a služebními pistolemi. V základní ráži 7,65 mm Browning v Uherském Brodě do roku 2000 vzniklo přes 207 000 kusů, v malých počtech se v 90. letech 20. století vyráběla také varianta ráže 9 mm Browning krátký. Sa vz. 61 byl použit v mnoha filmech.
Pistole CZ 75 byla dílem konstruktéra Františka Kouckého, který na jejím vývoji pracoval na základě zadání dnešní České zbrojovky a.s. od roku 1969. Zbraň s dvoučinným spoušťovým mechanismem patřila do velkokapacitních SA/DA pistolí ráže 9 mm Luger, v níž se dlouhodobě řadí k nejpopulárnějším.[zdroj?]

### Po roce 1989
Privatizací státního podniku Česká zbrojovka vznikla akciová společnost, která se ve své hlavní továrně v Uherském Brodě soustřeďuje na vývoj a výrobu kvalitních ručních střelných zbraní; své kapacity ale vytěžuje i produkcí vysoce přesných součástí pro automobilový a letecký průmysl. Jedná se o český podnik vlastněný českými akcionáři.[zdroj?]
Postavení České zbrojovky a.s. na nejprestižnějším zbraňovém trhu světa posílilo založení dceřiné prodejní a servisní společnosti CZ-USA. Ta svou činnosti zahájila v Kalifornii, již v roce 1998 se však přesunula do Kansas City ve státě Kansas, kde působí dodnes. V rámci vytváření mezinárodního holdingu Česká zbrojovka Group byl ze společnosti CZ-USA v roce 2018 vytvořen samostatný podnikatelský subjekt.
S cílem uchovat slavnou tradici zbrojní výroby v Brně začala Česká zbrojovka a.s. připravovat převzetí divize Zbraně společnosti Zbrojovka Brno, a.s. Nově vytvořená společnost, pro kterou bylo původně vybráno jméno BRNO RIFLES, zahájila činnost na přelomu let 2006/2007 a její doménou se stala výroba a vývoj zbraní s lůžkovým závěrem. Od roku 2008 jde o dceřinou společnost České zbrojovky a.s. V roce 2010 bylo jméno firmy změněno na Zbrojovka Brno, s.r.o.
Prostřednictvím CZ-USA se Česká zbrojovka a.s. stala vlastníkem jedné ze známých amerických zbraňových značek – Dan Wesson Firearms. Z původně revolverové firmy, založené v roce 1968 pravnukem proslulého Daniela B. Wessona, se pod česko-americkým vedením záhy stal výrobce moderních klonů pistole M1911.

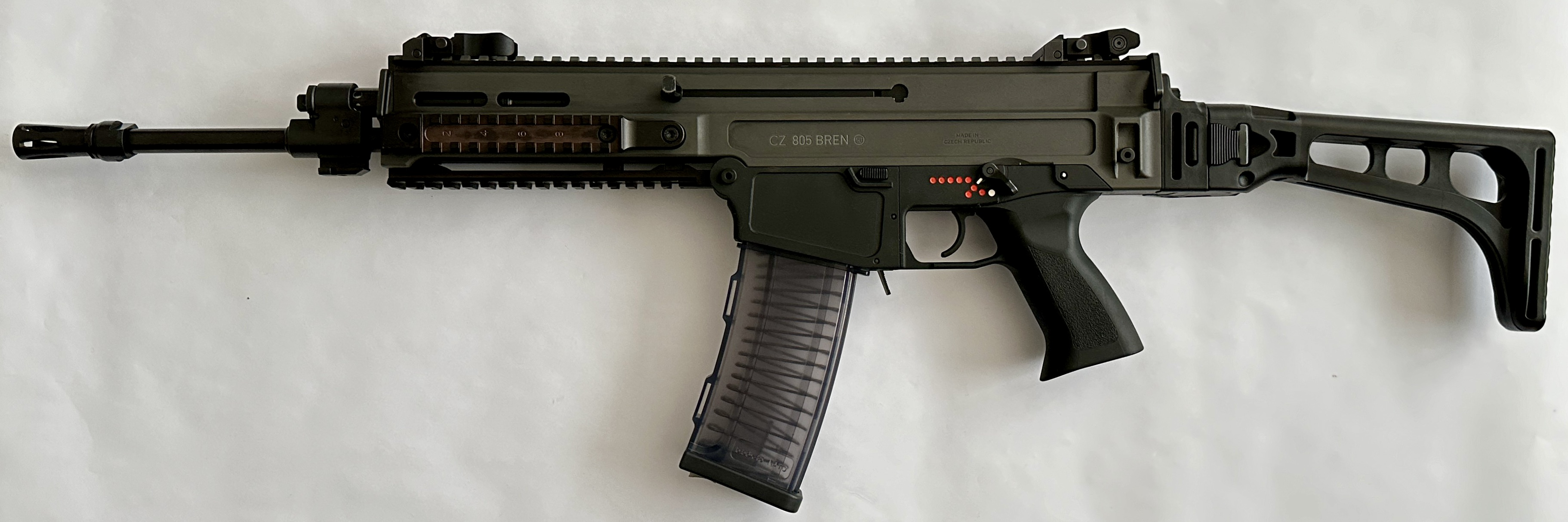
CZ 805 BREN A1 5,56 x 45 NATO

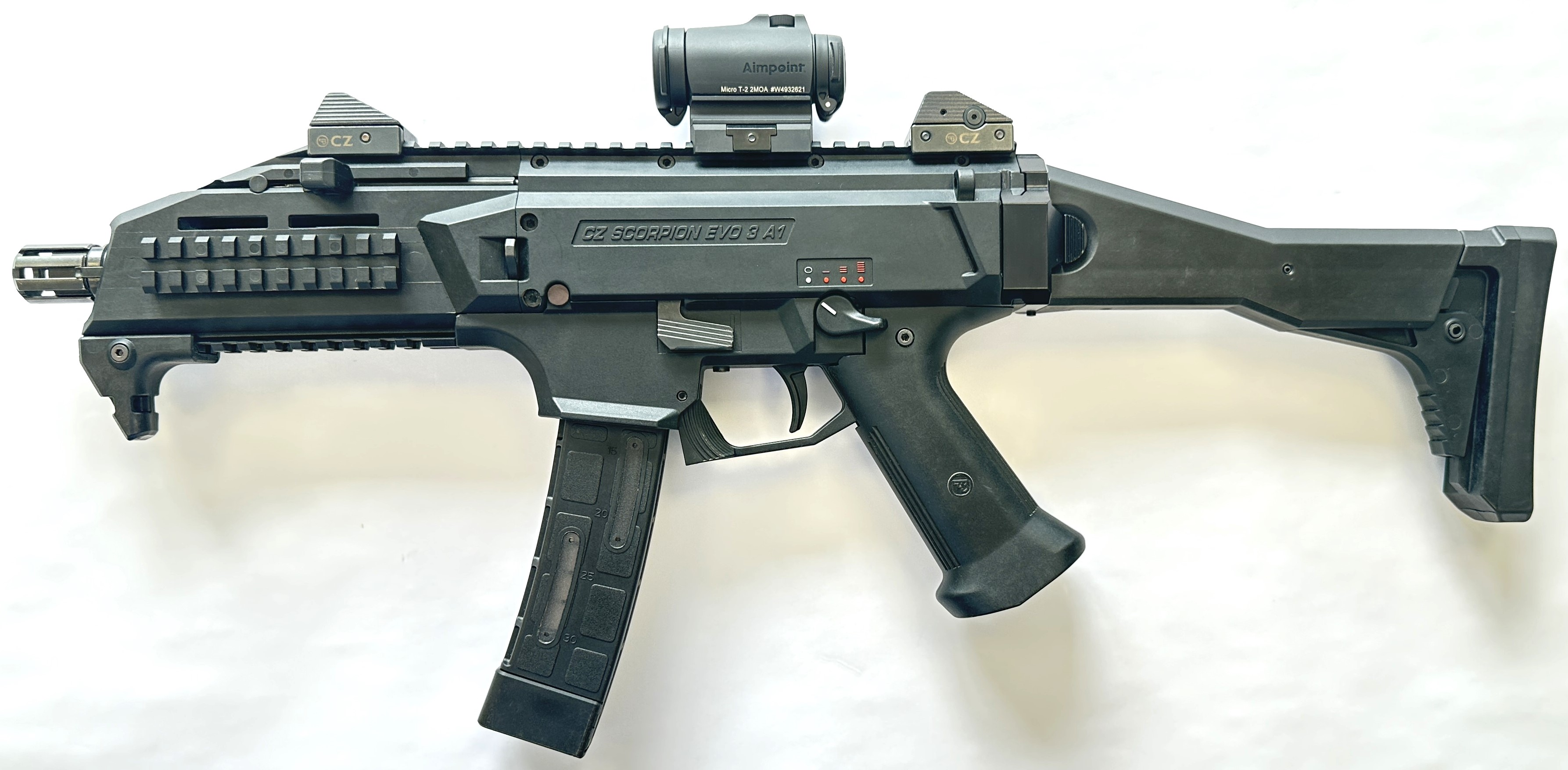
CZ SCORPION EVO 3 A1

V roce 2011 začala sériová výroba nové generace útočných pušek CZ 805 BREN A1/A2, samopalů CZ SCORPION EVO 3 A1 a granátometů CZ 805 BREN G1, kterými byla přezbrojena Armáda České republiky.
Důležitým průnikem České zbrojovky a.s. na zahraniční trhy se stalo otevření samostatného prostoru pro montáž a opravy pistolí CZ v peruánském armádním závodu FAME v Limě. Česká firma se na projektu podílela dodáním moderního vybavení a nástrojů a vyškolením technického personálu. Peruánský podnik tím získal možnost kompletovat zbraně CZ, poskytovat pro ně servis a realizovat jejich odbyt na peruánském trhu a následně i v celé Latinské Americe. Jednalo se o první případ technologického transferu České zbrojovky a.s. do tohoto perspektivního regionu.
Česká zbrojovka a.s. je od roku 2018 součástí mezinárodního holdingu Česká zbrojovka Group SE (v dubnu 2022 přejmenován na Colt CZ Group SE), do něhož jsou vedle mateřské továrny v Uherském Brodě postupně začleňovány další firmy s příbuznými výrobními a vývojovými programy.

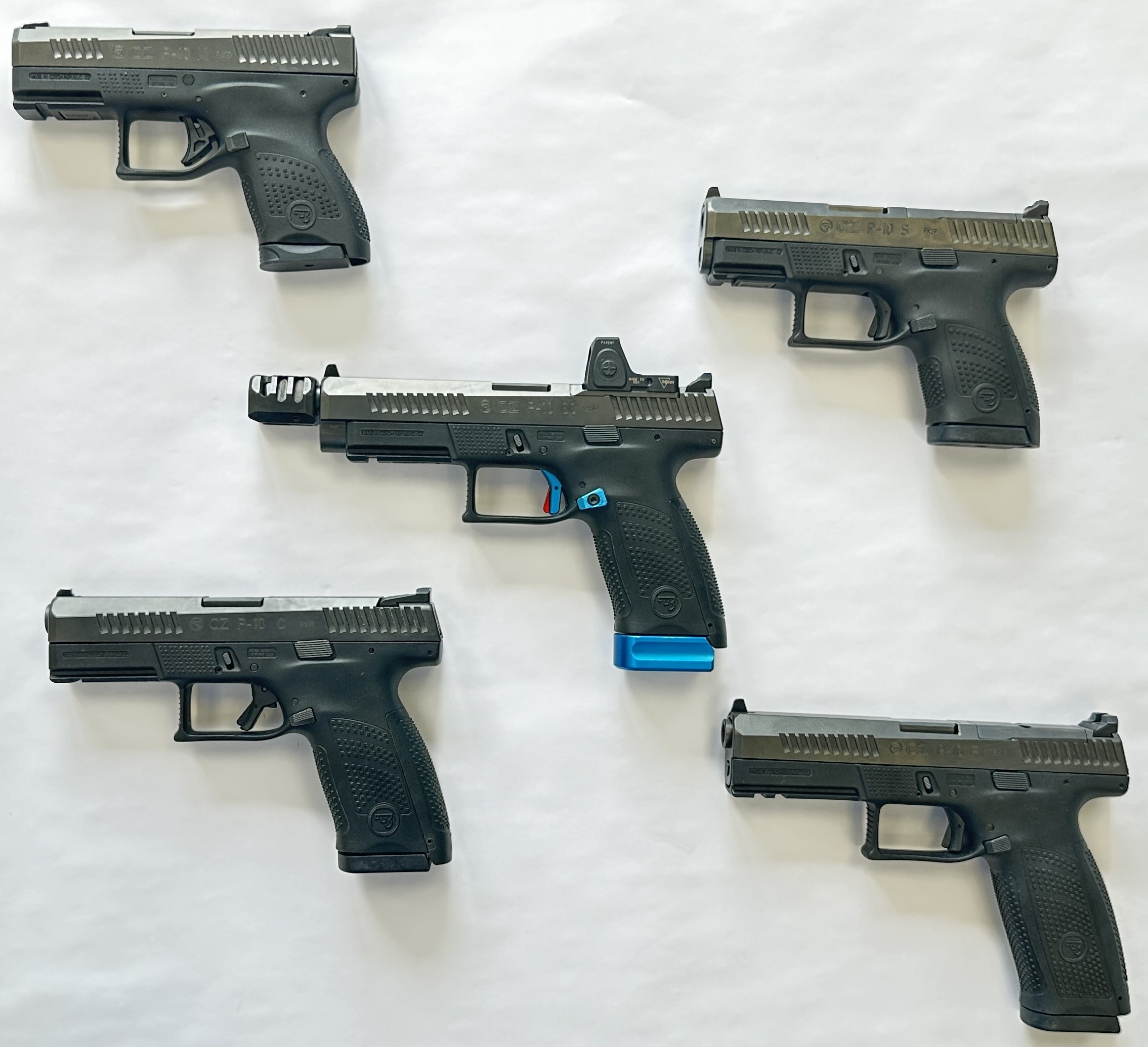
CZ P-10 Série

Ve spolupráci s CZ-USA byla v Kansas City ve státě Kansas zahájena výroba prvních zbraní CZ. Jedná se o vybrané modely řady pistolí CZ P-10. Ta byla současně v roce 2019 doplněna o verze CZ P-10 F (full-size), CZ P-10 SC (semicompact) a CZ P-10 S (subcompact).

### Součást Colt CZ Group
Mateřská společnost Česká zbrojovka Group SE dokončila v roce 2021 akvizici 100% podílu ve společnosti Colt Holding Company LLC (dále jen Colt), mateřské společnosti amerického výrobce zbraní Colt’s Manufacturing Company LLC a rovněž jeho kanadské dceřiné společnosti Colt Canada Corporation.
Mateřská společnost Česká zbrojovka Group SE (do níž je vedle dalších společností začleněna i Česká zbrojovka a.s. se sídlem v Uherském Brodě) v roce 2022 změnila svou korporátní identitu a název na Colt CZ Group SE. Název dceřiné společnosti Česká zbrojovka a.s. zůstal beze změn.
V lednu 2024 Colt CZ Group oznámila, že prostřednictvím své dceřiné společnosti Colt získala od General Dynamics Ordnance and Tactical Systems (GD-OTS) vlastnictví systému automatického granátometu Mk 47 40mm Advanced Lightweight Grenade Launcher včetně systému řízení palby.
Dne 16. 5. 2024 skupina Colt CZ Group oznamuje dokončení akvizice českého výrobce střeliva Sellier & Bellot.

## Současná produkce
|                    | Sport a hobby                                            | Lov a outdoor | Osobní ochrana                                        | Ozbrojené složky              |
| Pistole            | Adaptéry Kadet, CZ 75 SP-01 SHADOW, CZ SHADOW 2, CZ TS 2 |               | CZ 75, CZ P-09 NOCTURNE, CZ P-10, CZ SHADOW 2 COMPACT | CZ P-07/09 NATO, CZ P-10 NATO |
| Malorážky          | CZ 457                                                   | CZ 457        |                                                       |                               |
| Kulovnice          | CZ 600                                                   | CZ 600        |                                                       |                               |
| Semi-auto pušky    | CZ BREN 2 Ms                                             |               | CZ BREN 2 Ms                                          |                               |
| Semi-auto karabiny | CZ SCORPION EVO 3 S1/S2                                  |               | CZ SCORPION EVO 3 S1/S2                               |                               |
| Samopaly           |                                                          |               |                                                       | CZ SCORPION EVO 3 A1          |
| Pušky              |                                                          |               |                                                       | CZ BREN 2, CZ BREN 3          |
| Odstřelovací pušky |                                                          |               |                                                       | CZ Tactical Sniper RIfle      |
| Granátomety        |                                                          |               |                                                       | CZ GL, CZ 805 G1              |

## Přehled výrobního sortimentu - od historie po současnost
| Rok výroby   | Katgorie zbraní              | Název                               | Obrázek                       | Poznámka | Současná produkce |
| 2024 - dosud | Pistole                      | CZ P-09 NOCTURNE                    |                               | Novinka, představení 8/2024 | Ano               |
| 2024 - dosud | Granátomet                   | CZ GL                               |                               | Novinka, představená na Eurosatory, Paříž, 2024 | Ano               |
| 2024 - dosud | Puška                        | CZ BREN 3                           |                               | Novinka, představená na Eurosatory, Paříž, 2024 | Ano               |
| 2022 - dosud | Kulovnice                    | CZ 600                              | CZ 600 ERGO                   | Série zbraní zahrnuje CZ 600 ALPHA, AMERICAN, MDT, RANGE, ERGO, LUX, TRAIL | Ano               |
| 2020 - dosud | Pistole                      | CZ TS 2                             |                               | Série zbraní zahrnuje CZ TS 2, CZ TS 2 RACING GREEN, DEEP BRONZE, ORANGE | Ano               |
| 2020 - dosud | Puška                        | CZ BREN 2 BR                        | CZ BREN 2 BR                  | Série zbraní zahrnuje CZ BREN 2 BR/DMR | Ano               |
| 2018 - dosud | Semi-auto puška              | CZ BREN 2 Ms                        |                               | Série zbraní zahrnuje CZ BREN 2 Ms 223 REM/7,62x39/CARBINE | Ano               |
| 2018 - dosud | Odstřelovací puška           | CZ TSR                              | CZ TSR                        | | Ano               |
| 2018 - dosud | Malorážka                    | CZ 457                              | CZ 457 STAILESS               | Série zbraní zahrnuje CZ 457 CARBON, AT-ONE, STAINLESS, SYNTHETIC, MDT, VARMINT SYNTHETIC, THUMBHOLELRP, RANGE, VARMINT LH, VARMINT, MTR, PREMIUM LH, PREMIUM, AMERICAN LH, AMERICAN, LUX, TRAINING RIFLE XII, JAGUAR XII | Ano               |
| 2016 - dosud | Pistole                      | CZ P-10                             | CZ P-10 C cal. 9x19           | Série zbraní zahrnuje CZ P-10 M/S/S OR/C/C OR/C OR SR/F/F OR/F OR SR | Ano               |
| 2016 - dosud | Puška                        | CZ BREN 2                           | CZ BREN 2                     | Série zbraní zahrnuje CZ BREN 2 /Telescopic stock/BR/DMR | Ano               |
| 2016 - dosud | Pistole                      | CZ SHADOW 2                         | CZ SHADOW 2                   | Série zbraní zahrnuje CZ SHADOW 2/SA/OR/Compact/Urban Grey/Orange OR | Ano               |
| 2010 - dosud | Samopal                      | CZ Scorpion EVO 3 A1/S1             | CZ SCORPION EVO 3 A1          | Série zbraní zahrnuje CZ SCORPION EVO 3 S2 MICRO/S1 CARBINE COMP 22 LR/S1 CARBINE/S1/A1 | Ano               |
| 2011 - 2021  | Granátomet                   | CZ 805 G1                           | CZ 805 G1                     | | Ne                |
| 2011 - 2020  | Puška                        | CZ 805 BREN A1/A2/S1                | CZ 805 BREN A1 5,56 x 45 NATO | | Ne                |
| 2010 - 2022  | Samonabíjecí malorážka       | CZ 512                              | CZ 512                        | | Ne                |
| 2009 - 2020  | Malorážka                    | CZ 455                              | CZ 455                        | | Ne                |
| 2012 - 2022  | Kulovnice                    | CZ 557                              | CZ 557                        | | Ne                |
| 2011 - 2021  | Pistole                      | CZ Skorpion 61S                     |                               | | Ne                |
| 2013 - dosud | Pistole                      | CZ P-09                             | CZ P-09                       | | Ne                |
| 2008 - dosud | Pistole                      | CZ P-07                             | CZ P-07                       | | Ne                |
| 2004 - 2019  | Vzduchovka                   | Slavia 634                          | Slavia 634                    | | Ne                |
| 2001 - 2020  | Větrovka                     | CZ 200                              | CZ 200                        | | Ne                |
| 2005 - 2019  | Samonabíjecí kulovnice       | CZ 858 Tactical                     | CZ 858 Tactical               | | Ne                |
| 2007 - 2019  | Odstřelovačská puška         | CZ 750                              | CZ 750 308 Win                | | Ne                |
| 2004 - 2013  | Kulovnice                    | CZ 555                              | CZ 555                        | | Ne                |
| 2005 - dosud | Pistole                      | CZ 75 Tactical Sports               |                               | | Ne                |
| 2004 - dosud | Pistole                      | CZ 75 SP-01, SP-01 SHADOW           | CZ 75 SP-01 SHADOW            | | Ne                |
| 2003 - 2020  | Pistole                      | CZ 2075 RAMI                        | CZ 2075 RAMI 40 S&W           | | Ne                |
| 1998 - 2003  | Vzduchovka                   | Slavia 625                          |                               | | Ne                |
| 1998 - 2006  | Pistole                      | CZ 122 Sport                        |                               | | Ne                |
| 1998 - 2007  | Pistole                      | Colt Z 40                           | COLT Z 40                     | | Ne                |
| 1998 - 2022  | Pistole                      | CZ 97                               | CZ 97 B                       | | Ne                |
| 1998 - 2005  | Pistole                      | CZ 75 Standard IPSC a Modified IPSC | CZ 75 MODIFIED                | | Ne                |
|              | Kulovnice                    | CZ 700                              | CZ 700                        | | Ne                |
| 1995 - 2020  | Kulovnice                    | CZ 550                              | CZ 550                        | | Ne                |
| 1994 - dosud | Adaptér                      | CZ 75 Kadet                         | CZ 75 Kadet                   | | Ne                |
| 1992 - 1993  | Pistole                      | ČZ vz. 91 S                         |                               | | Ne                |
| 1992 - 2005  | Pistole                      | CZ 92                               |                               | | Ne                |
| 1996 - 2007  | Pistole                      | CZ 100 a CZ 110                     | CZ 100 cal. 9 Luger           | | Ne                |
| 1995 - 2005  | Pistole                      | CZ 75 Champion                      |                               | | Ne                |
| 1995 - 2007  | Samočinná pistole            | CZ 75 Automatic (Full Auto)         | CZ 75 AUTOMATIC               | | Ne                |
| 1992 - 2007  | Pistole                      | CZ 75 Semicompact                   | CZ 75 SEMICOMPACT             | | Ne                |
| 1992 - dosud | Pistole                      | CZ 75 Compact                       | CZ 75 COMPACT                 | | Ne                |
| 1990 - 2021  | Kulovnice                    | CZ 527                              | CZ 527                        | | Ne                |
| 1989 - 2000  | Kulovnice                    | CZ 537                              |                               | | Ne                |
| 1985 - 1989  | Kulovnice                    | ČZ 351                              |                               | | Ne                |
| 1985 - 2017  | Pistole                      | CZ 85                               | CZ 85                         | | Ne                |
| 1983 - 1995  | Pistole                      | vz. 82                              | vz. 82                        | | Ne                |
| 1983 - 2013  | Pistole                      | CZ 83                               | CZ 83                         | | Ne                |
| 1981 - 1983  | Signální pistole             | vz. 44/81                           |                               | | Ne                |
| 1972 - 2019  | Vzduchovka                   | Slavia 631                          | Slavia 631 cal. 4,5           | | Ne                |
| 1972 - 2017  | Vzduchovka                   | Slavia 630                          | Slavia 630                    | | Ne                |
| 1979 - 2004  | Vzduchová pistole            | TEX model 3                         | TEX model 3                   | | Ne                |
| 1968 - 1976  | Vzduchová pistole            | TEX 086                             |                               | | Ne                |
| 1966 - 1968  | Plynová pistole              | APP 661                             | APP 661                       | | Ne                |
| 1977 - dosud | Pistole                      | CZ 75                               | CZ 75 cal. 9 Para             | | Ne                |
| 1970 - 1983  | Pistole                      | ČZ vz. 70                           | ČZ vz. 70                     | | Ne                |
| 1967 - 1969  | Revolver                     | ZKR 590 Grand                       |                               | | Ne                |
| 1969 - 2006  | Kozlice                      | ČZ 580                              |                               | | Ne                |
| 1979 - 2006  | Samonabíjecí malorážka       | CZ 511                              | CZ 511                        | | Ne                |
| 1965 - 1978  | Samonabíjecí malorážka       | ZKM 581                             |                               | | Ne                |
| 1971 - 1989  | Kulovnice                    | ZKB 680 Fox                         | ZKB 680                       | | Ne                |
| 1967 - 1976  | Kulovnička                   | ZKW 465 Hornet                      | ZKW 465 HORNET                | | Ne                |
| 1966 - 1999  | Kulovnice                    | ZKK 600, ZKK 601, ZKK 602           | ZKK 600                       | | Ne                |
| 1965 - 1978  | Malorážka                    | ZKM 573                             |                               | | Ne                |
| 1964 - 2017  | Malorážka                    | ZKM 452 a její varianty             | CZ 452 - 2E ZKM               | | Ne                |
| 1968 - 1969  | Signální pistole             | vz. 44/67                           |                               | | Ne                |
| 1962 - 2000  | Samopal                      | vz. 61 Škorpion                     | Sa vz. 61 Škorpion            | Výroba s přestávkami | Ne                |
| 1959 - 1984  | Automatická puška            | vz. 58                              | Sa vz. 58                     | | Ne                |
| 1958 - 1962  | Terčová pistole              | ZKP 493 Champion                    |                               | | Ne                |
| 1955 - 1973  | Poplašná a starovací pistole | Slavia 070 a 071                    | Slavia 070                    | | Ne                |
| 1960 - 1970  | Vzduchová pistole            | Slavia ZVP                          |                               | | Ne                |
|              | Vzduchovka                   | Slavia 627                          |                               | | Ne                |
| 1970 - 1975  | Vzduchovka                   | Slavia 624                          |                               | | Ne                |
| 1959         | Vzduchovka                   | Slavia 622                          |                               | | Ne                |
|              | Vzduchovka                   | Slavia 621                          |                               | | Ne                |
| 1959 - 1975  | Vzduchovka                   | Slavia 620                          |                               | | Ne                |
|              | Vzduchovka                   | Slavia 619                          |                               | | Ne                |
| 1955 - 1977  | Vzduchovka                   | Slavia 618                          |                               | | Ne                |
| 1955 - 1958  | Vzduchovka                   | Slavia 615                          |                               | | Ne                |
| 1955 - 1969  | Vzduchovka                   | Slavia 612                          |                               | | Ne                |
| 1955 - 1962  | Vzduchovka                   | Slavia 608                          |                               | | Ne                |
| 1956 - 1959  | Vzduchovka                   | Slavia 603                          |                               | | Ne                |
| 1961 - 1970  | Pistole                      | ČZ vz. 45                           |                               | | Ne                |
| 1960 - 1975  | Pistole                      | DUO (Z)                             |                               | | Ne                |
| 1957 - 1970  | Pistole                      | ČZ vz. 50                           | vz. 50                        | | Ne                |
| 1956 - 1958  | Odstřelovačská puška         | vz. 54                              |                               | | Ne                |
| 1957 - 1959  | Samonabíjecí puška           | vz. 52/57                           | Vz. 57                        | | Ne                |
| 1953 - 1957  | Samonabíjecí puška           | vz. 52                              |                               | | Ne                |
| 1951 - 1953  | Samopal                      | 24 a 26                             | Sa vz. 26                     | | Ne                |
| 1949 - 1951  | Samopal                      | vz. 48a, vz. 48b (23 a 25)          |                               | | Ne                |
| 1948 - 1949  | Samopal                      | ČZ 247                              |                               | | Ne                |
| 1946 - 1949  | Brokový automat              | ČZ 241                              |                               | | Ne                |
| 1945 - 1947  | Malorážky a flobertka        | ČZ 242                              |                               | | Ne                |
| 1947 - 1950  | Opakovací vzduchovka         | vz. 47                              |                               | | Ne                |
| 1949 - 1951  | Vzduchovka                   | ČZ 803                              |                               | | Ne                |
| 1947 - 1949  | Vzduchovka                   | ČZ 802                              |                               | | Ne                |
| 1946 - 1949  | Vzduchovka                   | ČZ 801                              |                               | | Ne                |
| 1946 - 1949  | Vzduchovka                   | ČZ 800                              |                               | | Ne                |
| 1945 - 1947  | Vzduchovka                   | ČZ 236                              |                               | | Ne                |
| 1945         | Letecký kulomet              | MG 131                              |                               | Výroba součástek | Ne                |
| 1943         | Letecký kulomet              | MG 81                               |                               | Výroba součástek | Ne                |
| 1941 - 1945  | Letecký kulomet              | MG 17                               |                               | | Ne                |
| 1937 - 1940  | Signální pistole             | vz. 30                              |                               | | Ne                |
| 1937 - 1941  | Letecký kulomet              | vz. 30                              |                               | | Ne                |